# Península Arctowski

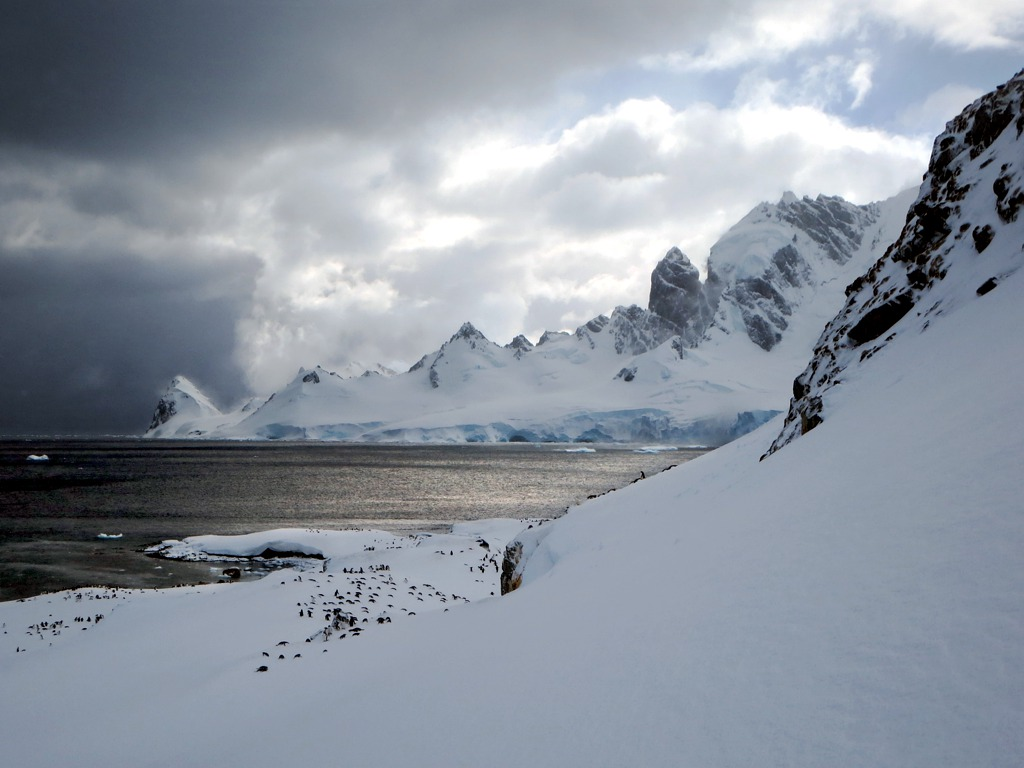
Vista da península Arctowski

A península Arctowski é uma península com 24 km de extensão na direção norte-sul, reclinada entre a Baía Andvord e a Baía Wilhelmina na costa oeste da Terra de Graham, na Antártida Ocidental, Antártida.
Foi descoberta pela Expedição Antártica Belga, 1897–99, sob Gerlache. O nome, de Henryk Arctowski, dessa expedição foi sugerido pelo Comitê Consultivo sobre Nomes Antárticos (US-ACAN) para esta característica até aqui sem nome.